# Ung thư túi mật
Ung thư túi mật là một bệnh lý tương đối hiếm gặp. Bệnh này có phân bố địa lý riêng biệt phổ biến ở miền Trung và Nam Mỹ, Trung và Đông Âu, Nhật Bản và phía bắc Ấn Độ; nó cũng phổ biến ở các nhóm dân tộc nào đó ví dụ người bản địa Bắc Mỹ và gốc Tây Ban Nha. Nếu được chẩn đoán sớm, nó có thể được chữa khỏi bằng cách loại bỏ túi mật, một phần của gan và các hạch bạch huyết có liên quan. Thông thường nó được tìm thấy sau khi các triệu chứng như đau bụng, vàng da và nôn xảy ra, và nó đã lan rộng đến các cơ quan khác như gan. Tỷ lệ mắc bệnh ung thư túi mật đang gia tăng tại Trung Quốc cũng như ở phía bắc miền trung Ấn Độ.

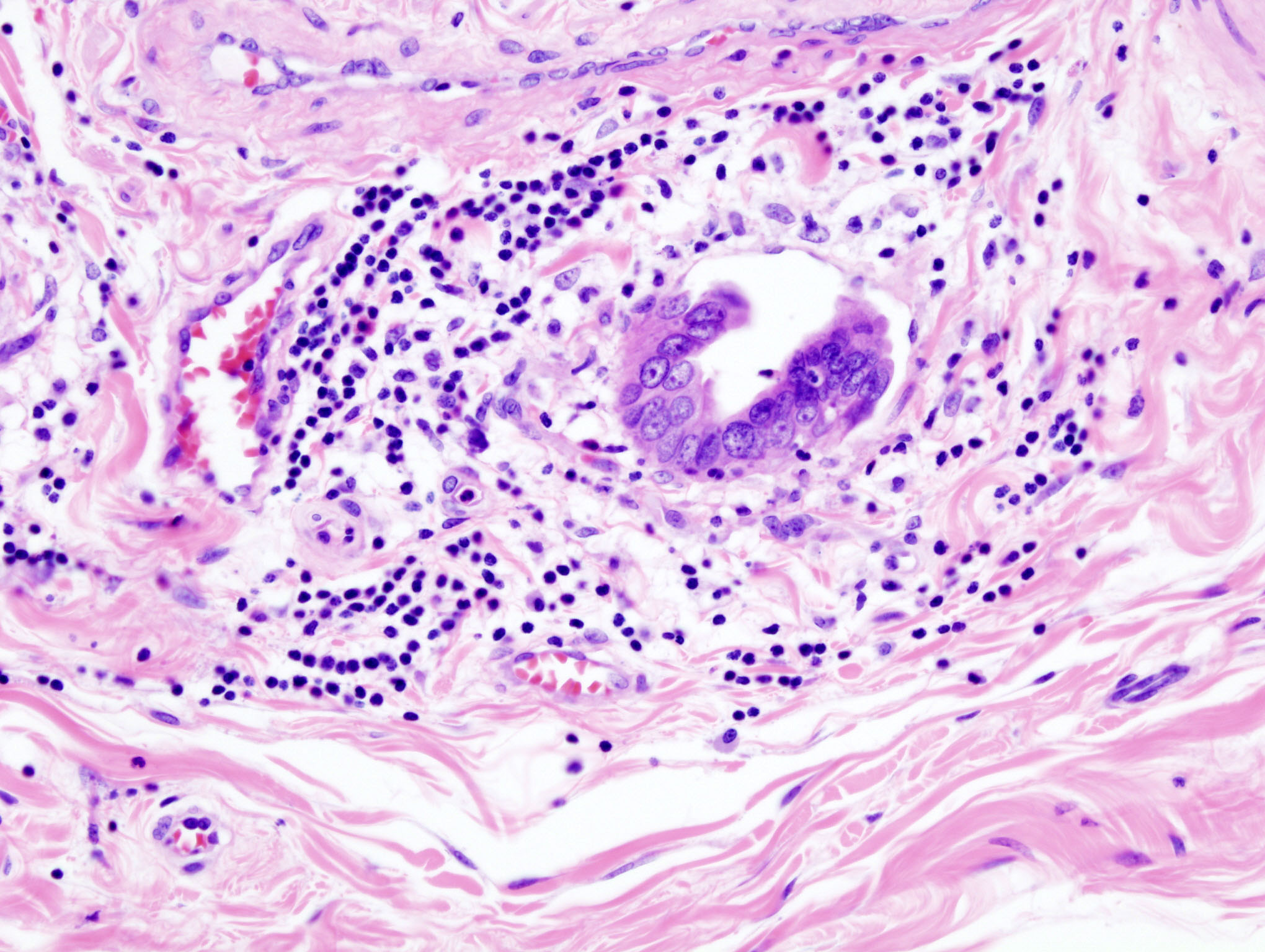
Ung thư biểu mô bạch huyết túi mật (Gallbladder adenocarcinoma lymphatic) xâm lấn mô bệnh học

Về cơ bản có thể hiểu ung thư túi mật là bệnh lý mà khi các tế bào khỏe mạnh phát triển thay đổi (đột biến) trong DNA. Những đột biến này khiến các tế bào phát triển không thể kiểm soát và tiếp tục sống khi các tế bào khác thường sẽ chết. Các tế bào tích tụ thành một khối u có thể phát triển vượt ra ngoài túi mật và lây lan sang các khu vực khác của cơ thể. Hầu hết các ung thư túi mật bắt đầu từ các tế bào lót mặt trong của túi mật
ung thư túi mật ít được đề cập đến do thiếu phương tiện phát hiện, chỉ có một số trường hợp phát hiện qua phẫu thuật đường mật tụy.
Hiện nay nhờ phương tiện siêu âm, chụp cắt lớp tỉ trọng, chụp đường mật ngược và đặc biệt với sự phổ biến của phẫu thuật nội soi, ngày càng có nhiều báo cáo về ung thư mà trước đó hoàn toàn không có dấu hiệu nào nghi ngờ trước và trong khi mổ.
Đây là một loại ung thư hiếm gặp nhưng điều trị khó do ung thư lan rộng, nhanh và thường di căn vào các cơ quan kế cận, nhất là vào gan làm cho việc cắt bỏ vô cùng khó khăn.

## Nguyên nhân gây ung thư túi mật
- Sỏi mật
- Sứ túi mật
- Giới tính
- Béo phì
- Tuổi tác
- Dân tộc
- Hiện tượng Polyp túi mật
- Viêm xơ đường mật
- Tiếp xúc với hóa chất độc hại
- Có tiền sử bệnh thương hàn
- Gia đình có tiền sử bệnh

## Triệu chứng
Về lâm sàng không có một triệu chứng đặc hiệu nào giúp chẩn đoán được ung thư túi mật. Những ung thư túi mật khi còn nhỏ thường không có triệu chứng, nó có thể được phát hiện tình cờ trong mảnh sinh thiết túi mật do viêm vả sỏi.
Khi ung thư túi mật đã có triệu chứng thì triệu chứng thường gặp nhất là đau hạ sườn phải thường xuất hiện trong 3/4 trường hợp hoặc đau vùng 1/4 trên bên phải, kế đến là bệnh nhân nhập viện trong tình trạng vàng da và gầy sút hoặc bệnh nhân nhập viện trong tình trạng buồn nôn và nôn.
Khoảng 10% bệnh nhân nhập viện với các triệu chứng gợi ý như viêm túi mật hoặc được phát hiện trong hoặc sau khi mổ túi mật.
Khám lâm sàng có thể phát hiện dấu hiệu vàng da, vàng mắt, sờ được khối hoặc mảng cứng nằm ở hạ sườn phải ngay dưới gan và di động theo nhịp thở trong khoảng 40% trường hợp.
Triệu chứng cổ trướng hoặc các dấu hiệu của một ung thư màng bụng hoặc gan to do di căn ung thư xuất hiện trong khoảng 10% trường hợp.
Ở Pháp, hằng năm có khoảng 1.500-2.000 trường hợp tử vong do loại ung thư này. Tần suất ung thư liên hệ chặt chẽ với sỏi và viêm túi mật mạn, 75 – 90% trường hợp có liên quan đến sỏi mật, bệnh thường gặp ở phụ nữ trên 65 tuổi, tỉ lệ nữ/nam là 4/1.
Tỉ lệ sỏi gây ung thư ở Mỹ là 0,2% và thời gian trung bình để sỏi gây ung thư là khoảng 13 năm. Loại sỏi có hình ảnh đá cẩm thạch có tỉ lệ ung thư hóa cao nhất. Hằng năm ở Mỹ có khoảng 6.500 trường hợp ung thư túi mật mới mắc.
Viêm túi mật mạn do thương hàn cũng làm gia tăng tần suất ung thư túi mật lên đến khoảng 167 lần; do đó cần điều trị kháng sinh tích cực hoặc cắt bỏ túi mật để dự phòng ung thư sau này.

## Chẩn đoán ung thư túi mật
Siêu âm: Giúp chẩn đoán trong khoảng 70% trường hợp với các biểu hiện sau: dày thành túi mật, khối u trong túi mật kèm túi mật to với cấu trúc tăng âm hoặc hỗn hợp, đôi khi thấy được hình ảnh sỏi với bóng lưng.
CT scanner: bụng giúp cho việc chẩn đoán với hình ảnh khối u ở vùng túi mật với bờ không đều hoặc hình ảnh di căn vào gan.
Ngoài ra, siêu âm và CT scanner còn giúp hướng dẫn chọc kim sinh thiết khối u giúp chẩn đoán tế bào học.
Siêu âm nội soi: độ nhạy của kỹ thuật này cao hơn hẳn siêu âm thông thường, ngoài ra, kỹ thuật này cũng giúp ích rất nhiều trong chẩn đoán sự lan rộng của ung thư, đặc biệt là phát hiện các hạch di căn quanh tế bào gan hoặc di căn vào đường dẫn mật chính.

## Phương pháp điều trị
Do phần lớn trường hợp ung thư túi mật không được chẩn đoán sớm, do đó việc cắt bỏ để điều trị triệt để chỉ thực hiện được trong khoảng 15-30% trường hợp và hiện nay vẫn chưa có một sự thống nhất hoàn toàn trong việc cắt bỏ đến một mức độ nào. Sau cắt bỏ túi mật có thể bổ sung bằng chiếu xạ vùng quanh túi mật.
Trường hợp ung thư túi mật không cắt bỏ được mà có kèm theo vàng da thì một điều trị tạm thời được đề nghị là: đặt ống dẫn lưu qua nội soi hoặc qua gan hoặc xạ trị liệu cũng làm giảm đau và giảm vàng da vàng mắt trong 50% trường hợp, tuy nhiên, nó cũng không làm cải thiện được thời gian sống của bệnh nhân.
Trị liệu phối hợp nhiều thuốc cũng ít có kết quả trong trường hợp ung thư đường mật.
Tiên lượng ung thư túi mật phụ thuộc vào mức độ lan rộng của ung thư. Phần lớn ung thư túi mật khi phát hiện (75%) là đã quá giai đoạn mổ được.